# Maurizio Vezzali
Maurizio Vezzali (* 11. November 1961 in Brixen) ist ein Südtiroler Politiker des Popolo della Libertà.

## Biographie
Im Jahr 1988 konnte Vezzali sein Jura-Studium an der Universität Bologna mit Erfolg abschließen. In den folgenden Jahren arbeitete er als ehrenamtlicher stellvertretender Staatsanwalt beim Amtsgericht Bozen, als Rechtskundelehrer an mehreren Oberschulen und als ehrenamtlicher stellvertretender Staatsanwalt beim Bezirksgericht Brixen. Vezzali ist zugelassener Anwalt mit Kanzleien in Bozen und Brixen.
Sein politisches Engagement begann bei der Partei Forza Italia, deren Vizekoordinator für Südtirol er von 2005 bis 2008 war. Bei den Landtagswahlen 2008 erlangte er den vierten Platz nach Vorzugsstimmen des Popolo della Libertà und konnte nach dem Verzicht der Kammer-Abgeordneten Michaela Biancofiore in den Landtag und damit gleichzeitig den Regionalrat einziehen. Infolge des Rücktritts von Mauro Minniti übernahm er am 15. Januar 2013 das Amt des Landtagspräsidenten. Bei den Landtagswahlen desselben Jahres trat er auf der Liste der von Alessandro Urzì gegründeten Partei L’Alto Adige nel cuore an, verfehlte mit 891 Vorzugsstimmen als Zweitgewählter jedoch die Wiederwahl.
Vezzali ist verheiratet und hat zwei Töchter.